# Rifugio della Vecchia
Il rifugio della Vecchia (o del Lago della Vecchia) è un rifugio situato in una frazione montana del comune di Sagliano Micca (BI), in valle del Cervo, nelle Alpi Biellesi, a 1872 m s.l.m.
Sorge poco lontano dell'omonimo lago, dal quale nasce il Cervo. La proprietà dell'edificio è della locale comunità montana.

## Storia
Nei pressi del rifugio transita la mulattiera lastricata voluta nell'Ottocento dal Senatore Federico Rosazza per collegare Piedicavallo con la Valle di Gressoney.
Nell'ambito dei lavori di costruzione dell'opera vennero anche realizzate incisioni rupestri tratte da disegni del pittore Giuseppe Maffei di Graglia e che illustravano le caratteristiche della zona. Una di queste, è visibile a breve distanza dal rifugio ed è dedicata alla leggenda della Vecchia del Lago, da qui il nome dell'omonimo lago

## Caratteristiche e informazioni
Il rifugio dispone di 12 posti letto (e di 7 posti nel contiguo bivacco invernale  Maria Cristina), ed è aperto dai primi di giugno a metà settembre con servizio di ristoro. Se la stagione lo permette è anche aperto nei week-end di maggio e di fine settembre.

## Accessi
- Da Piedicavallo (1037 m), per il sentiero E50 (circa 2 ore 30');[1]
- da Gaby (fraz. Tzendelabò), per il Colle della Vecchia (circa 3 ore 40').[1]

## Ascensioni
- Monte Cresto (2546 m);
- Punta della Vecchia (2387 m);
- Dente della Vecchia (circa 1900 m).

## Traversate
- A Gaby per il colle della Vecchia (1.858 m);
- al rifugio Rivetti per colle Chaparelle e il passo Ambruse.

Il rifugio è inoltre collocato lungo il percorso dell'alta via delle Alpi Biellesi e può servire anche da punto di appoggio dell'alta via della Val d'Aosta n. 1.